# Саке (озеро)
Саке — озеро, розташоване на території Руанди, Східна провінція; поруч розташовані озера Бірара, Муґесера, Руміра. Серед більших близькорозташованих населених пунктів — Рвамагана, Кабарондо, Рутонде.
В 2010 році адміністративно було на озері заборонено риболовлю, аби змогли вирости та відновити популяцію випущені в озеро тиляпії.